# Cales noacki
Cales noacki är en stekelart som beskrevs av Howard 1907. Cales noacki ingår i släktet Cales och familjen växtlussteklar. Inga underarter finns listade.